# エクサール騎士団
『エクサール騎士団』（エクサールライエノーツ）は、若木未生作のファンタジー小説である。イラストは羽音こうき。
コバルト文庫（集英社）より、2007年現在5冊が刊行されている。

## 概要
来生（きすぎ）家の長女・あきらは現在14歳。10歳の時に事故で両親を亡くし、3人の兄とともに来生家に引き取られ、穏やかな日々を送っていた。しかし、ある日、すぐ上の兄・貢（みつぐ）と登校中に事故に巻き込まれそうになった少年を助けたことから、彼女らの日常は変化することになる。
なんと、あきらとその3人の兄は異世界からやってきた人間だったのだ……。

## 登場人物
年齢は第1巻の時点のもの。琅月界の人間は、地球に渡ってきた時に肉体が若返っているため外見年齢。

### 来生家
来生 あきら/レア
主人公。来生家長女。14歳くらい。濃褐色の長い髪と神秘的な凛とした美貌を持つ。10歳までの記憶を完全に失っている。快活な性格だが寝起きは悪い。その行動は直感的でやや野性的な印象を与える。
琅月界（ろうげつかい）での名はレア。『レア』とは、琅月界で「月狼の乙女」を意味する。因果力（エール）と呼ばれる力を操り、奇跡を起こす能力を持つ巫女（エクサール）だが、当初は全くその能力を発揮していなかった。しかし、かつて自分が操っていた短刀型の司杖・ガースの存在を感じ取ってからはエクサールとして目覚める。
3人の兄を（上から順に）「えーちゃん」「せんちゃん」「みっちゃん」と呼ぶ。一人称は「あきら」。
当初はその外見年齢から、失ったのは10歳までの記憶だと思われていたが、琅月界で20年を過ごしていたため、実際に失われた記憶は20年分であることが後に明らかになる。完全な記憶喪失であるため、『守護者』たちが知っているレアの人格とはやや異なった人格が形成されている。
琅月界では異例の「双子のエクサール」の妹のほうであり、直属の『守護者』はユーマとイオ。実はアスヴァルを想っていたが、姉の幸せを願って身を引いていたらしい。
来生 貢/ユーマ
来生家三男。16歳くらい。中性的なルックスと明るめのこげ茶の髪をもつ。やや口が悪く、家族に対して毒舌を吐くこともしばしば。来生家の家事一般を取り仕切る、影の実力者とも言われる。
本来の姿はエクサールを守るための『守護者（ライエス）』の1人でウルトラマリンの髪と碧眼を持つ、水使（みずつかい）・ユーマ。『ユーマ』とは、琅月界で「恵与する者」を意味するが、負の本質として「侵略」という暗示がある。
来生家では数少ない現実主義者であり、怒鳴ったりしながらもあきらを大切にしている。「あきらはエクサール・ディシスだ」と聞かされた後も、「あきら」という少女を護る為にライアのもとに残る（ライアによる偽りであるため、実際にはその事実はない）。
来生 閃（－せん）/イオ
来生家次男。17歳くらい。やや浅黒い肌に肩にかかる金褐色の髪と瞳をもつ。無口で孤高を保つ哲学者のように映るが、話下手なだけ。貢に「ひらめ」とからかわれることも。
本来の姿はユーマと同じく『守護者』の1人で仮の姿と同じ色の髪と双眸を持つ、風使（かぜつかい）・イオ。『イオ』とは、琅月界で「姿なき者」を意味するが、負の本質として「暗殺」という暗示がある。
「あきらはエクサール・ディシスである」というライアの偽りを信じ、一時ライエノーツから離脱、晶月界の壁に自らを封印する。が、その後アスヴァルとクリストファーの罠にかかり、危うくあきらを殺しそうになる。
来生 衛（－えい）/ライア
来生家長男。19歳くらい。短めに切りそろえたやや癖のある黒い髪と瞳を持つ。普段は伊達眼鏡をかけている。自他共に認めるエゴイストな性格ではあるが、あきらには甘い長兄。
本来の姿は『守護者』達の主席で、肩にかかる金色の髪と琥珀色の双眸を持つ、光使（ひかりつかい）・ライア。『ライア』とは琅月界で、「守護する者」を意味する。ライエノーツの中で最高の称号であるが、負の本質として「背信」という暗示がある。
途中から合流した、最後の守護者である炎使（ほのおつかい）・ガディスを失わずにすむよう、あきらを「エクサール・ディシス」だと偽ったため、一時的にイオの叛逆を招く。
来生 芳秋（－よしあき）
来生家家長。かつて大学病院に勤めた外科医であった。不慮の事故で妻と子供を失った後、ひとりでコーヒー専門の喫茶店「海」を営んでいたが、4年前、傷だらけで気を失っている状態のレアを抱えて深夜に現れたライアを家に上げて事情を知り、匿った。また、その後現れたイオやユーマまでも引き取り、名前を与えて彼らの養父となる。
アメリカン・コーヒーを入れる腕は、アメリカからやって来たガディスに「知っている中で2番目にうまい」と言わしめるほどである。

### 琅月界関係者
葉月奏太（はづき そうた）/アスヴァル
琅月界の礼神官。12歳くらいの少年の姿をしている。黒髪に暗い紫色の瞳を持つ。あきら（レア）のガースを不法に所持している。彼の野心のために、琅月界は急な滅びを迎えてしまった。
琅月界を復活させ、ディシスを取り戻すために、同じエクサールであるあきら（レア）の力を利用しようと企む。礼神官としてはひどく有能で、頭が切れる男。現在でも肉体の若返りが続いているらしい。
エクサール・ディシス
レアとともに第159代エクサールを務める乙女。レアとは全く反対のたおやかで優しい性格だが、レアの双子の姉である。ライエノーツたちでもその性格の違いでしか区別できないほど、レアと似た容姿をしている。『ディシス』とは、琅月界で「月華の乙女」を意味する。
アスヴァルと恋仲であり、彼の言葉を受けて独断でエールを操ったため、結果的に琅月界を滅ぼしてしまう。その罪を負って世界と運命をともにした模様。世界が崩壊する寸前に、自分を守護していた『守護者』のライアに妹のレアを、ガディスに自分のガースを託して、アスヴァルとは別に、炯月界（けいげつかい）に送った。
ソニー・W・エクセル/ガディス
なぜか他のライエス達と離れてアメリカに転移した20歳くらいの青年。鉄錆色の髪とヴァーミリオンの双眸を持つ。彼を拾った少年によって、彼の私物であるソニー製のヘッドホン・ステレオの型番から『ソニー・W・エクセル』と名づけられる。来生芳秋から「来生凱（－がい）」と名づけられるも拒否。
本来の姿は仮の時と同じ髪色と双眸を持つ炎使（ほのおつかい）・ガディスである。『ガディス』とは琅月界で「還らざる者」という意味があるが、負の本質として「反逆」という暗示がある。彼を縛れるのは彼が認めた主のみである。
エクサール・ディシスから司杖の番人に命じられ、以降はガースの力を受けているため、使鍵の力が強くなっている。また、重傷を負っても、ある程度はガースの力で勝手に治癒する。

### 地球の特殊能力者
クリストファー・ローディン・ジュニア
大富豪・ローディン家の子息で、12歳とは思えぬ強い力を持つ超能力者である。自らの世界征服の筋書きにエクサールたちを巻き込み、アスヴァルと手を組む。ガディスの居候先。
エドウィン・アーサー・カンナギ・クレイトン
クリストファーの「保護」を目的に、「覡の属」から派遣された異能者。4つ以上の民族の血を引いているため、一見してどこの民族の人間か分からない。クリストファーと過ごすうち彼に心酔し、組織を捨てて、世界征服を企てる。25歳。
諏訪・ウォーレン・一巳（すわ ウォーレン かずみ）
「覡の属」の将校（オフィサー）と呼ばれる青年。黒い髪に灰色がかった瞳、浅黒い肌を持つ。デューンとは浅からぬ縁があるらしい。
篠崎・デューン・一砂（しのざき デューン かずさ）
東京都港区に在住する青年。色素が少々薄いらしく、ひどく白い肌をしている。密かにライエノーツの動向を観察する、コンピュータマニア。実は｢覡の属」の継承者（サクセサー:異能者を生み出すための元になる純血者）である。極度の女嫌いらしい。
彰（あきら）
苗字不明・17歳ぐらいの少女で、たまにデューンのところに現れる。あきらとよく似た容姿をしている。

## 用語
琅月界（ろうげつかい）
球形の閉鎖世界。月斎（げっさい）の地と呼ばれる。多元世界のなかで、もっとも高位に存在し、非常に恵み栄えた。あきらたちが暮らしていた世界である。
炯月界（けいげつかい）
物質と精神の世界。現代の地球社会そのもの。
晶月界（しょうげつかい）
永遠と無限の世界。さまざまな世界の狭間に存在し、高位の神官か、エクサールでなければ立ち入れない。界境・晶月の宮とも呼ばれる。
エクサール（界使）
異次元世界への扉をひらき、その2つの世界のあいだに流れるエネルギーを制御する乙女。他の界から「因果力（エール）」を取り込むことで、「奇跡」を起こすことができる。突然変異的に生まれ、不老にして長寿。純粋であらねばならないため、生まれてすぐに央界神殿に送られて育つ。第159代の乙女が前例のない双子の姉妹（ディシスとレア）であった。
エール（因果力）
世界・存在を成立させるためのエネルギー。
エイダ（在気）
存在・人物が発する固有の波動。
ライエノーツ（守護師団）
エクサールを悪用せんとする者から彼女を護衛し、教育し、もっとも身近な相談相手としても仕える、特殊能力を持った戦闘集団。
ライエス（守護者）
ライエノーツの一員。優れた頭脳、強靭な身体、高潔な精神、精老から伝授されたディレイ（使鍵）、これらのうちいずれが欠けてもライエスとは呼ばれない。ライエスとなるのは、多くの候補者のうち、厳しい選抜を乗り越えて条件を満たした者だけである。そのため少数精鋭の面がある。
直属するエクサールがその座にある限り、彼らも不老である。彼女が世を去り、次代のエクサールが生まれ、ディレイが他の者に譲り渡された時点で、死が訪れる。
ライエスとして認められた者は、その時点で家族、家庭、過去の全てを断ち切り、エクサールに仕えることになる。また、名前を失い、与えられた称号がそのまま名前になる。
第159代のエクサールは2名であったため、ユーマとイオがレアの、ライアとガディスがディシスの直属と神殿によって定められた。
ディレイ（使鍵）
自然界と交信する資格の一つ。ライエスが特殊能力を発揮するための必須条件。象徴として銀の聖光石（せいこうせき）に宿っている。
ディレイ・ルナク―光を司る使鍵。サークレット、あるいは長剣と化す。
ディレイ・ザード―風を司る使鍵。指輪、あるいはナックルと化す。
ディレイ・ミンス―水を司る使鍵。飾腕輪、あるいは装剣と化す。
ディレイ・ローザ―炎を司る使鍵。鎖、あるいは弓と化す。
ザードとミンス、ルナクとローザはつながりがあり、互いに呼び合うことや力を合わせた共同戦闘なども可能。
精老
肉体も生命も持たぬ、不死の存在。自然のうちに宿る。
神官
精老およびエクサールと交渉を持ち、その恵みを人間界に活用する存在。特に大神官、主神官、礼神官の地位を高位三官とする。高位三官は空間転移を自由に行うことが出来る。アスヴァルはこのうちの礼神官である。
央界神殿
琅月界の天の中央にある大神殿。ライエノーツの拠点でもある。
ガース（司杖）
黄金色の聖光石で作られた短刀。意思のようなものがあり、エクサールの能力に指向性を与え、増幅する。エクサール以外の者が持っても、強力な力を与える。所持者はライエノーツの特殊能力による攻撃を完全に跳ね返してしまう。
覡の属（かんなぎのぞく/カンナギ・ブラッド）
異能者集団。精神感応能力を持つ者などさまざまな能力者がいる。自称・世界平和維持団体。
異能者を生み出すため、いろいろな民族の遺伝子を掛け合わせた子供を誕生させ、適性に合わせた超能力教育をしているらしい。

## シリーズ一覧
- エクサール騎士団（ライエノーツ）1　〜新世界〜
- エクサール騎士団（ライエノーツ）2　〜界峡戦闘〜
- エクサール騎士団（ライエノーツ）3　〜叛罪の空域〜
- エクサール騎士団（ライエノーツ） 翠玉の王
- エクサール騎士団（ライエノーツ） 詩篇69